# 大浦ゴボウ
大浦ゴボウ（おおうらゴボウ）は、千葉県匝瑳市大浦地区で栽培されている在来品種のゴボウ。成田山新勝寺への奉納用に栽培されており、匝瑳市の指定文化財になっている。

## 特徴
直径10センチメートル、長さ100センチメートル、重さ2キログラム以上にも達する大型のゴボウ品種である。輪切りにした際の切り口は偏円形となり、芯には空洞が生じている。水田と台地の中間、耕土が深くやや粘質がかった土壌で栽培することが必要であり、土壌の性質が合わないと他品種のゴボウと同様に切り口が正円形になるなど、大浦ゴボウの特徴が発現しなくなる。折れやすいため、畑から抜き取って収穫することはできず、株の周りを掘り下げて収穫する。肉質は柔らかで繊維質が少なく、煮物に向く。
連作がきかず、5年から7年の輪作期間が必要であり、栽培に適する土壌も限られるため、大浦地区以外での栽培は難しく、市場に流通することは少ない。生産量の大半は成田山新勝寺に奉納される。大鍋で1日いっぱい煮て水を切り、油で揚げたのちに醤油、みりん、酒などで味付けしたものが護摩に訪れた参拝客に提供されている。

## 歴史
享保20年に江戸で出版された『続江戸砂子』に大浦ゴボウの記載があることから、遅くとも1730年代には栽培が開始されており、1919年編纂の匝瑳郡誌では同地の鈴木四郎兵衛というものが大きなゴボウを発見し、栽培に成功したものが大浦の名主を通じて徳川家に献上されたとしている。明治後期まで年間2,000本程度収穫されていたが、大正時代以降は栽培農家も減少し、2013年時点では大浦地区の6軒の農家だけで栽培が続けられている。
大浦ゴボウの栽培は成田山新勝寺信仰と深く結びついており、平将門の乱の平定にあたった藤原秀郷が成田山新勝寺で戦勝を祈願して酒宴を開いた際に大浦ゴボウを食べたとする説話もあり、ここから「勝ちごぼう」とも呼ばれている。成田山新勝寺への奉納のほかは地元で自家消費される程度であり、1966年に新潟県野積町の海霊寺に100本納めたのが千葉県外への唯一の出荷事例だとされている。
1966年に八日市場市（2006年以降は匝瑳市）の指定文化財となり、1983年には房総の魅力500選に選定されている。